# Nedvědice
Nedvědice (in tedesco Nedwieditz) è un comune mercato della Repubblica Ceca facente parte del distretto di Brno-venkov, in Moravia Meridionale.

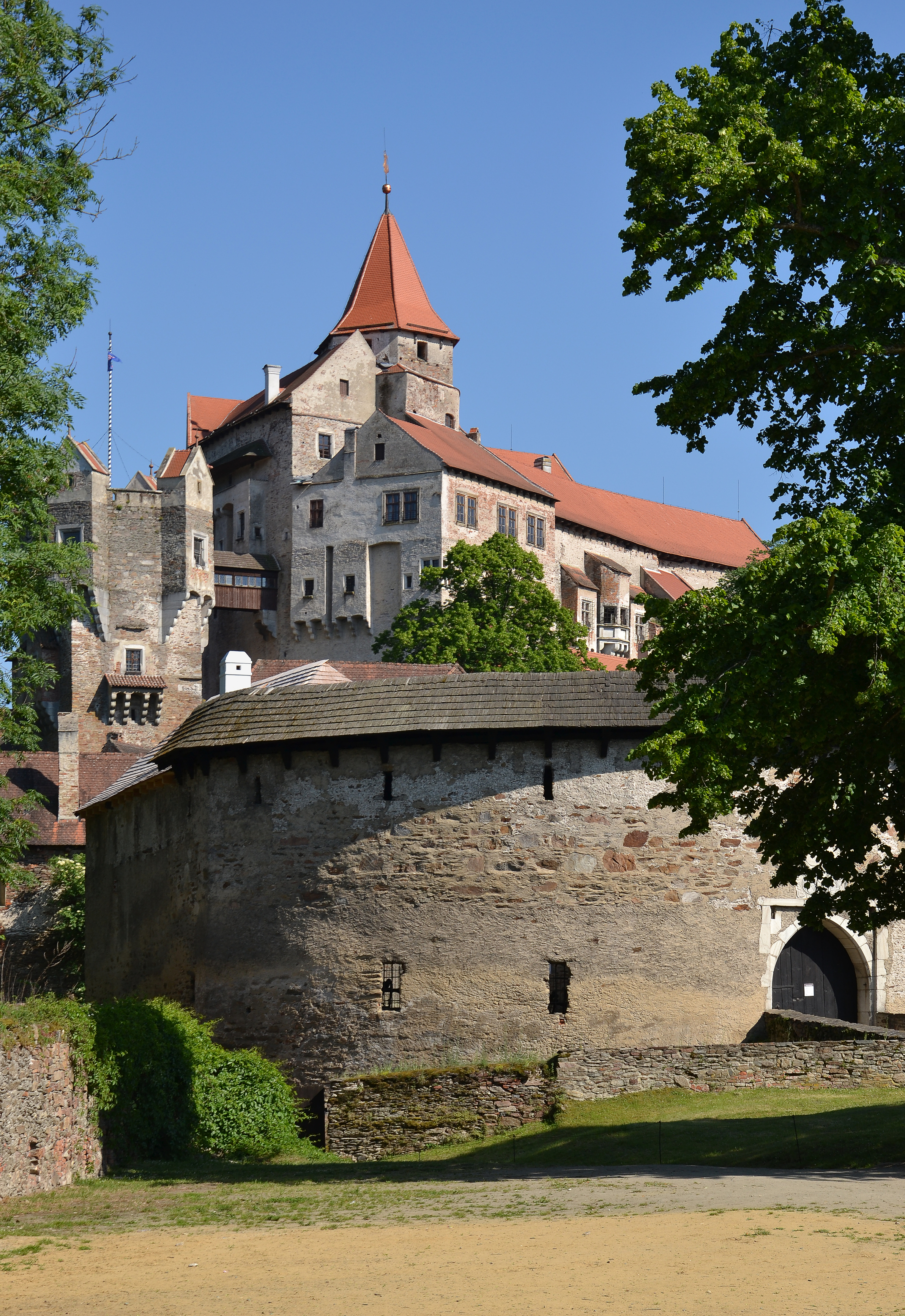
Il castello di Pernštejn

## Il castello di Pernštejn
È uno dei castelli meglio conservati di tutta la Repubblica Ceca, fondato nella seconda metà del XIII secolo (probabilmente tra 1270 e 1285), e rinnovato soprattutto tra il XIV e il XVI secolo, quando il nucleo originario fu notevolmente ingrandito, assumendo le dimensioni conservate tutt'oggi.
Il nome del castello, Pernštejn, deriva probabilmente dal tedesco Bärenstein, la 'Rocca degli Orsi'.  Da qui ebbe origine la nobile casata dei Pernstein.
Gli allestimenti in stile documentano lo sviluppo del monumento dal primo periodo gotico fino ai rinnovamenti in stile rococò e neogotico degli interni.

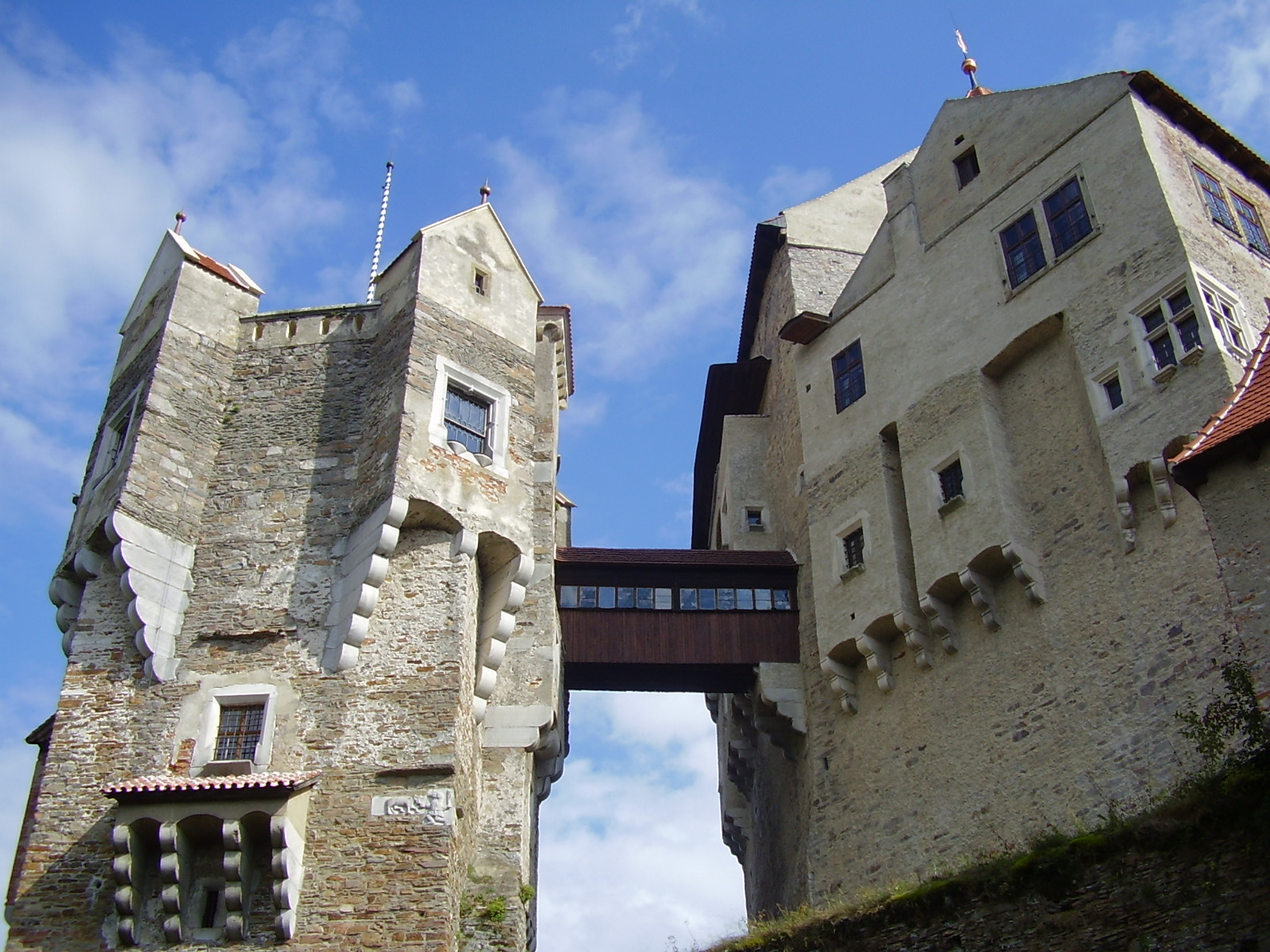
Ponte ligneo coperto
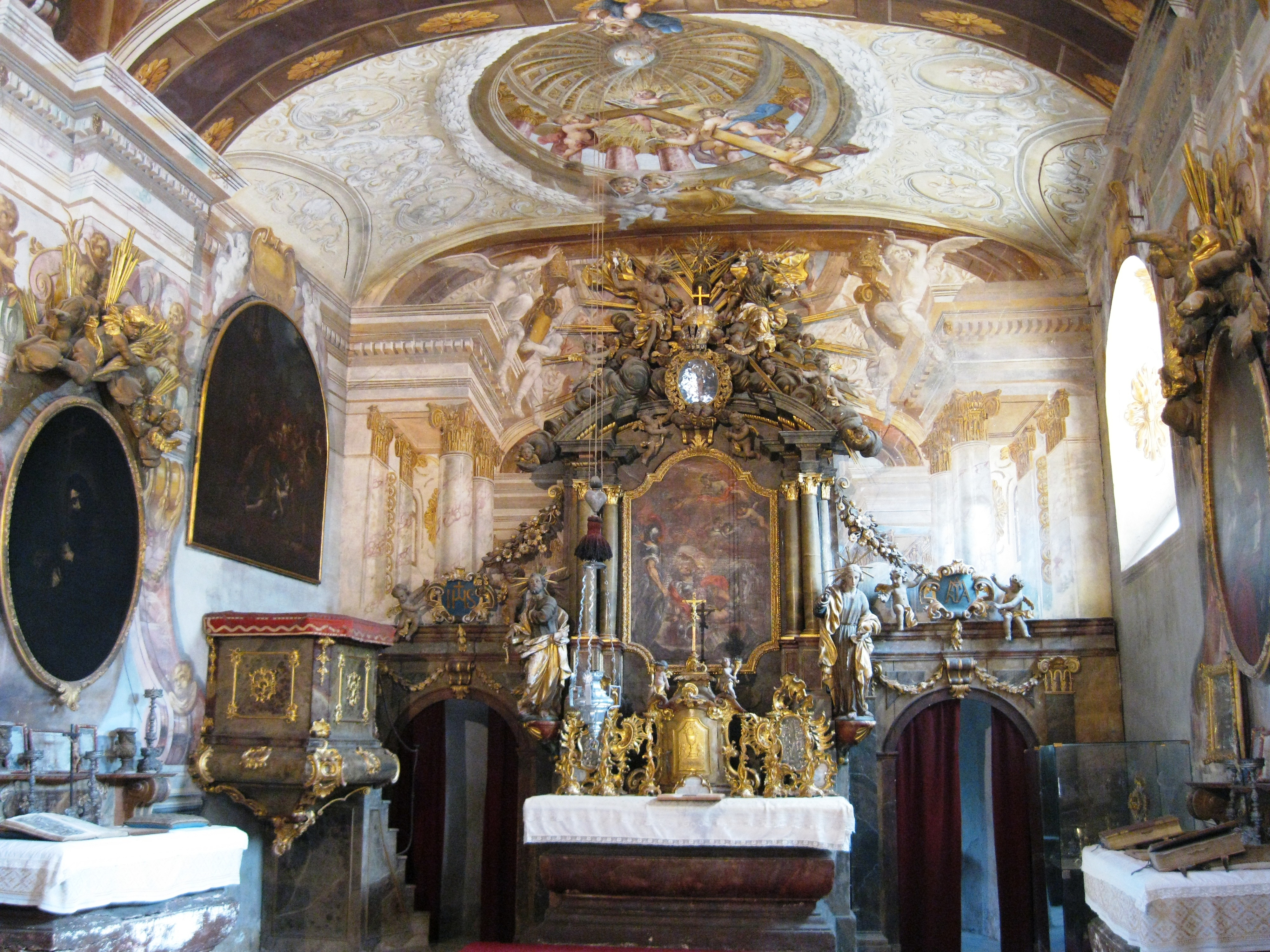
Interno della cappella
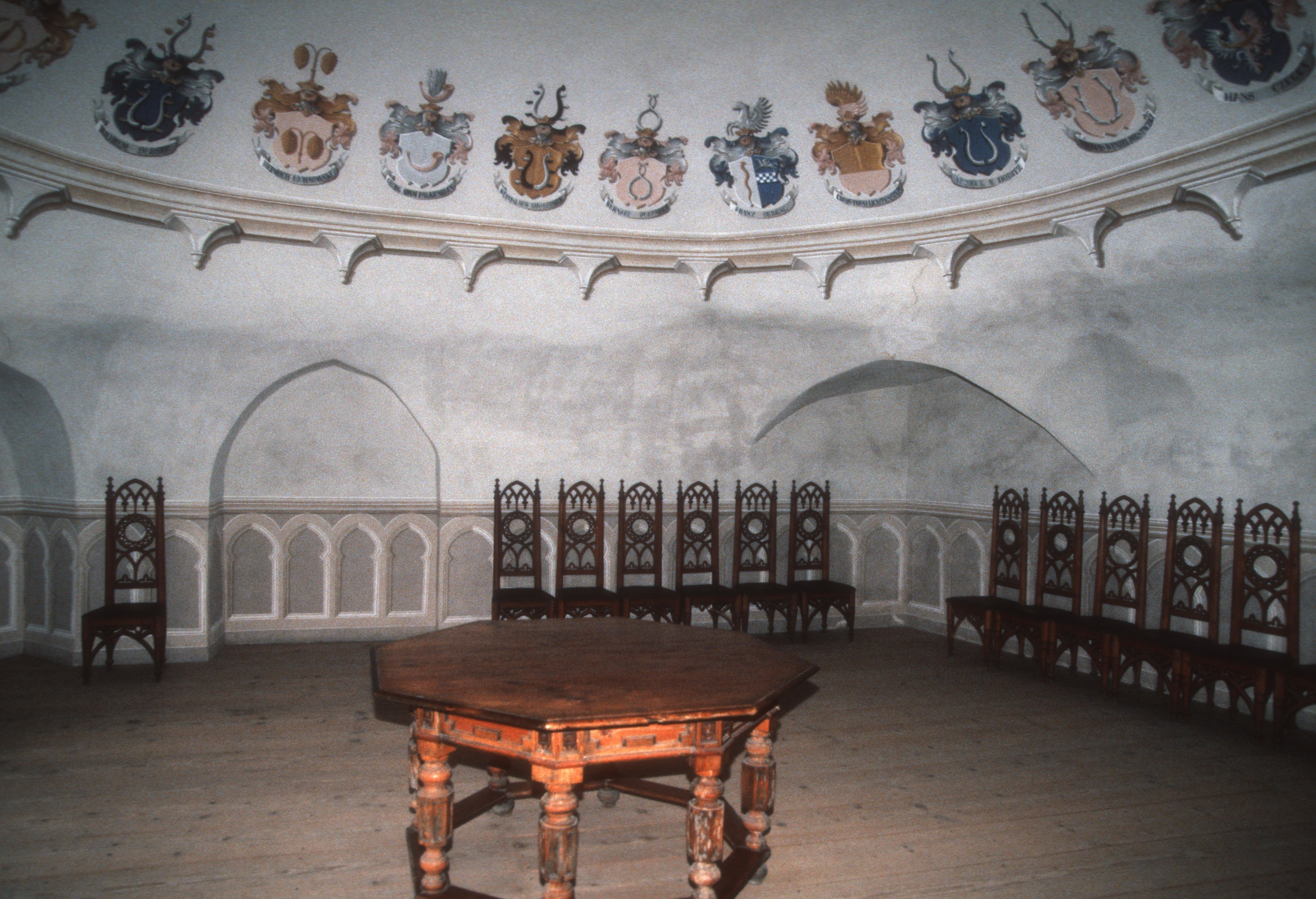
Una sala del castello